# NGC 4180
NGC 4180 (NGC 4182) é uma galáxia espiral (Sab) localizada na direcção da constelação de Virgo. Possui uma declinação de +07° 02' 22" e uma ascensão recta de 12 horas, 13 minutos e 03,0 segundos.
A galáxia NGC 4180 foi descoberta em 13 de Abril de 1784 por William Herschel.